# Contea di Mecklenburg (Carolina del Nord)
La contea di Mecklenburg (in inglese Mecklenburg County) è una contea dello Stato USA della Carolina del Nord. La popolazione al censimento del 2000 era di 695 454 persone. Il suo capoluogo è Charlotte e sia questa città che la contea devono il loro nome alla principessa tedesca Carlotta di Meclemburgo-Strelitz, che sposò re Giorgio III d'Inghilterra. La data di fondazione è il 1762.

## Legge e governo
La contea ha due corpi governativi: il Mecklenburg Board of County Commissioners (in italiano Consiglio dei Commissari della contea di Mecklenburg) e il Charlotte-Mecklenburg Board of Education (in italiano, Consiglio per l'Educazione della Contea di Mecklenburg).
Entrambi sono costituiti da nove membri, di cui sei rappresentanti distrettuali e tre membri eletti a livello di contea.

## Geografia fisica
La Contea ha un'area di 1415 km² (1 363 dei quali sulla terra ferma, i restanti 52 km² da acque interne).
La capitale è Charlotte; altre municipalità importanti sono Davidson, Matthews, Mint Hill, Pineville, Huntersville e Cornelius.
Le strade principali sono le Autostrade 21, 29 e 74, le Autostrade della Carolina del Nord 24, 27, 49, 115, 73, 16, 51 e le Interstate 77, 85, 277 e 485.

## Società

### Evoluzione demografica
Al censimento del 2000 l'età media della popolazione risultava di 33 anni.
La popolazione è composta per il 64,02% da bianchi, per il 27,87% da neri o afroamericani, per il 3,15% da asiatici, per lo 0,35% da nativi americani, per il 6,45% da ispanici e latini e per il 3,01% da altre razze.